# Garota Desastre
Garota Desastre (do inglês Disaster Girl), às vezes também intitulado Menina do desastre ou Garota do Destrate é uma famosa fotografia de uma menina olhando para a câmera com um leve sorriso enquanto uma casa pega fogo nas suas costas, que se tornou um dos memes mais famosos da Internet.

Fotografia que deu origem ao meme, tirada em 2005.

## História
A foto foi tirada em 2005 na cidade de Mebane, no estado Carolina do Norte (EUA) e a menina da foto se chama Zoë Roth, que tinha 4 anos quando a situação ocorreu. Segundo Zoë: 
| “ | A cerca de dois quarteirões de nossa casa, havia fumaça saindo e fomos ver o que estava acontecendo. Meu pai estava tirando fotos da casa quando me disse que era hora de sorrir. Ele me pediu para sorrir e é por isso que eu fiz aquela cara. Era assim que eu sorria naquela época. | ” |

Como moravam perto de um Corpo de Bombeiros, seu pai, Dave Roth, que era um grande fã de fotografias e havia comprado uma câmera recentemente, decidiu levar Zoë ao local onde estava acontecendo o incêndio. Ainda segundo ela, eles pensaram que era um incêndio de verdade, porém como viram que os bombeiros estavam muito tranquilos perante a essa situação, eles descobriram que os proprietários do imóvel tinham doado a casa para os bombeiros usarem-a num exercício de treinamento, criando um chamado "incêndio controlado". A foto só foi ficar famosa de fato em 2008, quando ganhou um concurso de fotografias na categoria "emoções na fotografia" da revista JPG Magazine.
Depois de receber um e-mail sugerindo a venda de sua foto por até "seis dígitos" em fevereiro de 2021, Zoë (já adulta com 21 anos) procurou sobre outras pessoas que passaram pela mesma situação e contratou um advogado para lhe aconselhá-la, decidindo estão por leiloar a foto. A expectativa inicial era arrecadar 100 ether (moeda digital da plataforma de Blockchain Ethereum), porém após 1 dia, a foto foi comprada por 180 ether, o equivalente a 473 mil dólares (2,5 milhões de reais) no momento da venda.
Em 29 de abril, Zoë vendeu a foto como um NFT (token não fungível) pelo valor de 500.000 dólares (equivalente à 2,7 milhões de reais), que segundo ela, foi uma quantia suficiente para pagar dívidas estudantis, distribuir entre a sua família e doar para instituições de caridade. Isso permitiu que Zoë e sua família tivessem controle sobre a distribuição da imagem, dando-os seus direitos autorais e 10% dos rendimentos de cada vez que a imagem for vendida.

## Legado
O site Terra nomeou o meme como um dos "50 memes que marcaram a década de 2010", tendo listando-o na posição 35.